# Euphorbia peplus
Euphorbia peplus és una espècie de fanerògama pertanyent a la família de les euforbiàcies d'àmplia distribució en Macaronèsia i la regió mediterrània. Es tracta d'una planta erecta, sense pèls, de color verd-groguenc que assoleix els 10 a 50 cm d'alt. La tija és en general molt ramificada, amb les branques ascendents, densament folioses. Presenta làtex blanc.
Les fulles de la tija són alternes, sobre prims pecíols, de 0,3 a 1 cm de llarg, làmines amplament obovades a espatulades de 0,5 a 3 cm de llarg per 0,4 a 1,2 cm d'amplària, amb l'àpex obtús o emarginat (amb una depressió al mig), la vora sencera, la base atenuada, de consistència prima. Les fulles de la base de la inflorescència són semblants a les de la tija, però oposades o verticilades amb tendència a anar fent sèssils (més curtes i amples i en general de menys dimensions) a mesura que s'apropen a l'àpex de la planta. La inflorescència amb 2 a 4 ràdis primaris, subdividint diverses vegades en forma més o menys dicotòmica, flors reduïdes a ciati (inflorescències especials del gènere Euphorbia, que semblen una flor). L'involucre del ciati és campanulat, d'1 a 1,5 mm d'alt, glàndules 4, amples, sense apèndixs petaloides, però estirats a pics a manera de fins i relativament llargs corns. Els ciatis es disposen en cimes terminals dicotòmiques, umbel·liformes. Les flors masculines representades per 10-15 estams. El fruit és una càpsula sense pèls, globosa, trilobada, d'uns 2 mm d'alt, amb una quilla gairebé alada al dors de cada lòbul, estils molt curts, profundament bilobats, llavors oblongues, gairebé hexagonals, blanquinoses amb depressions de color cafè, d'1 a 1,5 mm de llarg, cadascuna de les dues cares interiors amb una sola depressió longitudinal, mentre la quatre cares restants (dos laterals i dos exteriors) presenten tres o quatre depressions més o menys circulars o lleugerament allargades, disposades en fileres longitudinals, carúncula cònica, de color blanc.